# Этафедрин
Этафедрин (Фетанол, Phethanolum). 1-(мета-Оксифенил)-2-этиламиноэтанола гидрохлорид.
Синонимы: Athyladrianol, Circulan, Effontil, Effortil, Ethyphylline, Etilefrinum, Etilefrine, Kertasin, Pressoton и др.

## Общая информация
По строению и действию близок к мезатону. Химически отличается от мезатона наличием этильной группы вместо метильной при атоме азота.
Относится к группе симпатомиметических аминов, стимулирующих, подобно мезотону, a-адренорецепторы.
Сравнительно с мезатоном вызывает несколько менее резкое, но более продолжительное повышение артериального давления.
Применяют для повышения артериального давления при различных гипотонических состояниях (шоковое и коллаптоидные состояния во время операций и в послеоперационном периоде, гипотензия при инфекционных заболеваниях, нейроциркуляторные и вегетососудистые дистонии и др.).
Назначают внутрь и парентерально. Внутрь принимают при гипотонических состояниях; назначают в таблетках по 0,005 г (5 мг) 2—3 раза в день. При выраженных формах гипотензии и для быстрого эффекта вводят препарат под кожу или внутримышечно по 1—2 мл 1 % раствора. При сильном понижении артериального давления вводят медленно в вену 1 мл 1 % раствора, инъекции повторяют при необходимости с интервалами 2 ч. Можно также вводить в вену капельно в изотоническом растворе натрия хлорида или 5 % растворе глюкозы (из расчёта 1 мл 1 % раствора фетанола на 100 мл раствора; всего вводят до 300 мл, то есть 30 мг препарата; скорость введения 60—80 капель в минуту).
Детям младшего возраста назначают внутрь по 0,00125—0,0025 г (1/4—1/2 таблетки) 2—3 раза в день; под кожу вводят по 0,1—0,4 мл 1 % раствора.
Детям старшего возраста дают внутрь по 0,0025—0,005 г (1/2—1 таблетку) 2—3 раза в день; под кожу вводят по 0,4—0,7 мл 1 % раствора.
Существенных преимуществ перед мезатоном фетанол как прессорное средство не имеет.
Введение фетанола в конъюнктивальный мешок вызывает некоторое расширение зрачка и понижение внутриглазного давления (преимущественно за счёт уменьшения образования водянистой влаги). В связи с уменьшением внутриглазного давления его применяют (вместе с миотиками) при лечении глаукомы (см. Адреналин). Назначают в виде капель и мази при первичной субкомпенсированной и некомпенсированной глаукоме с открытым углом передней камеры и при некоторых формах вторичной глаукомы. При декомпенсированном внутриглазном давлении не применяется.
Применяют фетанол при глаукоме в виде 3 % и 5 % растворов по одной капле в глаз ежедневно 2 раза в день (утром и вечером) через 5 — 10 мин после закапывания миотиков. 1 % фетанол-пилокарпиновую мазь закладывают в конъюнктивальный мешок 1 раз в сутки (на ночь).
Противопоказанием к применению глазных форм фетанола (капель и мази) является глаукома с узким и закрытым углом передней камеры.
У отдельных больных могут наблюдаться повышение внутриглазного давления, раздражение конъюнктивы век и глазного яблока; в этих случаях фетанол отменяют.
Rp.: Tab. Phethanoli 0,005 N. 20
D.S. По 1 таблетке 2 раза в день
Rp.: Sol. Phethanoli 1 % 1 ml
D. t. d. N. 10 in ampull.
S. По 1 мл под кожу
Rp.: Sol. Phethanoli 3 % 10 ml
D. S. Глазные капли. По 1—2 капли 2—3 раза в день (при глаукоме)

## Противопоказания
Противопоказания к назначению фетанола внутрь и в виде инъекций и меры предосторожности такие же, как при применении мезатона.

## Физические свойства
Белый или белый с кремовым оттенком кристаллический порошок. Легко растворим в воде и спирте.

## Форма выпуска
Формы выпуска: таблетки по 0,005 г, покрытые оболочкой; 1 % раствор в ампулах по 1 мл (для инъекций); порошок для приготовления глазных лекарственных форм (3 % или 5 % раствор, 1 % фетанил-пилокарпиновая мазь) в аптечных условиях.